# Halíl Dzsibrán
Halíl Dzsibrán (arab betűkkel: جبران خليل جبران; teljes nevén: Dzsibrán Halíl Dzsibrán bin Miháíl bin Szaad) (Bisárrí, Oszmán Birodalom (ma: Libanon), 1883. január 6. – New York, 1931. április 10.) libanoni származású amerikai maronita keresztény költő, filozófus, képzőművész.

## Származása, gyermekkora
A mai Libanon északi részén született, amely akkoriban az Oszmán Birodalom része volt. Családja eredetéről nem tudni sokat. Szegény maronita keresztény faluban, Bsharriban éltek. Semmilyen iskolába nem járt, egyedül a papok tanították szíriai, illetve arab nyelven, bibliai témákra. E korai emlékek inspirálták a későbbi fő művét, a Prófétát (The Prophet).
1895-ben emigráltak anyjával és testvéreivel az USA-ba, de apja nem tartott velük. Bostonban telepedtek le, ahol sok libanoni bevándorló élt, és itt kezdett iskolába járni. Kreativitására hamar felfigyeltek, elsősorban rajzaira.
1897-től mutatkozik meg a tehetsége a képzőművészetben. Megismerkedik Fred H. Day fotóművésszel, akinek több alkalommal modellt áll. 14 éves korában (1897) visszaküldik Libanonba, ahol a bejrúti al-Hikma középiskolában folytatja tanulmányait, főként az arab és a francia nyelvvel és irodalommal foglalkozik.
Bostonba 1901-ben tér vissza. 1902-ben egy gazdag amerikai családdal visszatér hazájába; utazásának húga halálhíre vet véget. A következő évben elveszti a féltestvérét és az édesanyját.

## Pályafutása, munkássága

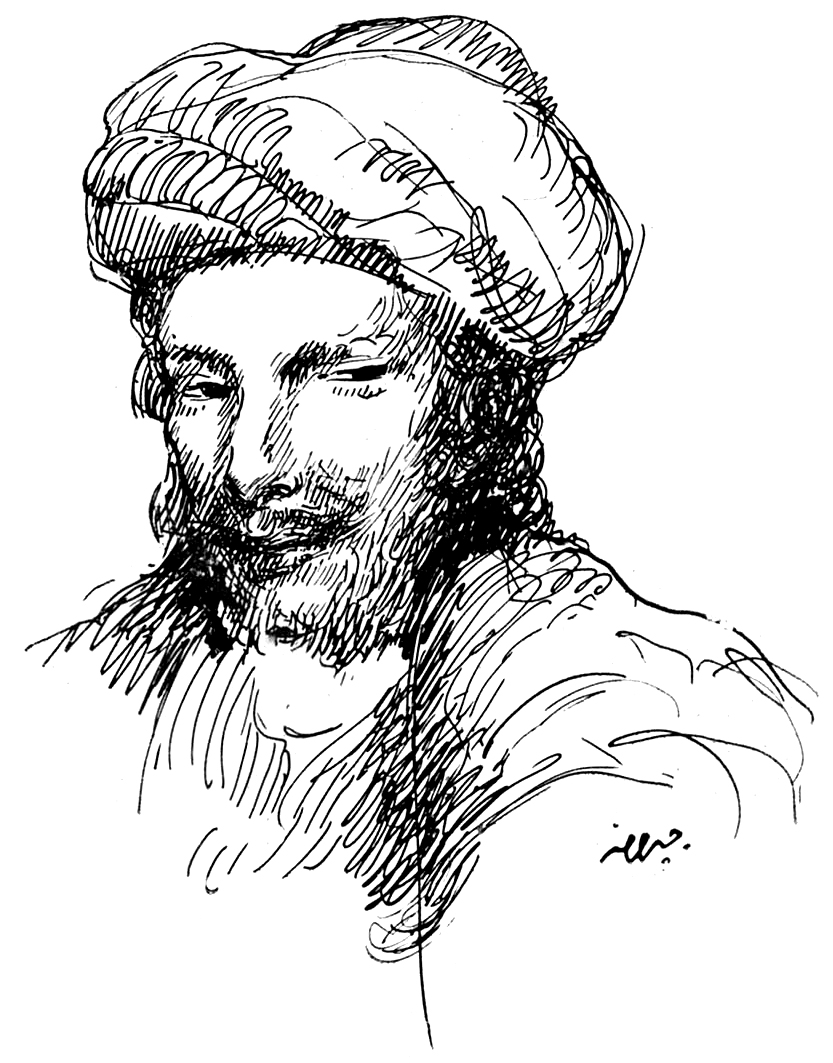
Abu Nuvász, Dzsibrán rajza (1916)

Korai írásainak nagy részét arabul írta, de írásainak többségét mégis angolul.
1904-ben tartotta első kiállítását, Fred H. Day rendezte a számára; 1905-ben New Yorkban megjelenik az al-Musiqa (A muzsika) című írása. 1906-ban kiadják Nimfák völgye című novelláskötetét; a történetek elárulják antifeudális és antiklerikális látásmódját. 1908-ban megjelenik a Lázadó lelkek című kötete.
1908-tól mecénásainak köszönhetően két évet Párizsban töltött Auguste Rodinnel tanulva. Londonban is járt.
1912-ben megjelenik a Törött szárnyak című kötete, 1914-ben pedig a Könny és mosoly. 1920-ban lát napvilágot az Előfutár, 1923-ban jelenik meg legismertebb műve, A Próféta, 1926-ban a Homok és tajték. 1928-ban adják ki a Jézus, az ember fia című kötetét, amelyben a saját kortársai képzeletbeli beszámolói alapján próbál új, plasztikusabb képet festeni a Megváltóról. 1931-ben megjelenik a Föld istenei című prózai költeménye, amelyben a Föld istenei az ember sorsáról, jövőjéről vitatkoznak.
Dzsibrán 1931. április 10-én hunyt el New Yorkban. Először Bostonban, majd Libanonban temették el. Halála után, 1932-ben adták ki a Vándor című írását.

## Halála, hatása
1931-ben májbetegségben és tüdőbajban halt meg. Kívánságára hamvait 1932-ben Libanonban temették el. Sok levél és műtárgy maradt utána, amelyeket ma már nagyrészt publikáltak ill. kiállítottak.
Költészetében nagy szerepet játszanak a spirituális témák és megfogalmazások. A Próféta c. műve nagy megbecsülésnek örvendett a New Age és ellenkultúra/szubkultúra mozgalmak körében. Többek között John Lennont is megihlette (Julia c. szám kezdősora).

## Magyarul megjelent művei
- A próféta / The prophet; ford. Révbíró Tamás; Édesvíz, Bp., 1992
- A Mester szavai / The voice of the Master; ford. Agócs Tamás; Édesvíz, Bp., 1997
- Törött szárnyak; ford. Magyar László András; Édesvíz, Bp., 1999
- Bolond / Homok és tajték; ford. Nagy G. Áron; Hermit, Miskolc, 1999
- Lázadó lelkek; ford. Szántai Zsolt; Trajan, Bp., 2006
- Jézus, az Emberfia; ford. Szigeti-Cseke Zsuzsa; Új Ember, Bp., 2009
- A szeretet prófétája / Jézus, az Emberfia / Lázár szerelme / Khalil, az eretnek; ford. Szántai Zsolt; TotHál, Bp., 2014
- A próféta; ford. Révbíró Tamás; Helikon; 2015
- Könny és mosoly; ford. Bujtor László; Digi-Book Magyarország, Budaörs, 2017
- Jézus, az Emberfia. Szavai és tettei, ahogyan az őt ismerők elmondták és feljegyezték; ill. a szerző, ford. Szigeti-Cseke Zsuzsa; MMSZ, Bp., 2019 (Máltai könyvek)
- Földi istenek / A vándor / A völgy nimfái; ford. Bujtor László; Digi-Book Magyarország, Budaörs, 2022